# Too Young to Be Sad
Too Young to Be Sad – drugi minialbum kanadyjskiej piosenkarki Tate McRae. Został wydany 26 marca 2021 roku przez RCA Records. EP-ce poprzedziły trzy single i jeden singiel promocyjny, a czwarty singiel został wydany wraz z EP i otrzymał pozytywne recenzje krytyków. Na Spotify EP zgromadziło ponad miliard odtworzeń, co czyni go najczęściej odtwarzanym EP-kiem żeńskim w 2021 roku na Spotify.

## Tło
McRae rozmawiała o wydaniu EP od lutego 2020 roku, po wydaniu jej debiutanckiej EP All the Things I Never Said, wspominając, że jest w trakcie wybierania piosenek na EP i planuje wydać je przed końcem roku. Jednak z powodu pandemii, która pozwoliła McRae przeprowadzić kilka wirtualnych sesji pisania, piosenki składające się na EP stale się zmieniały, nowsze piosenki wypierały starsze, a data wydania została przesunięta na 2021 rok. McRae ostatecznie ogłosiła wydanie EP w marcu 2021 roku w ramach swojej kampanii Apple Music Up Next. Każda piosenka na EP opowiada o nieudanych związkach i złamanym sercu. McRae zastanawiała się nad tytułem EP, zauważając, że chciała, aby przeczył on treści tekstów piosenek, które wszystkie traktują o intensywnych emocjach, pokazując, że nie ma potrzeby skupiać się na złamanym sercu i dramacie. Zauważyła, że „tytuł trochę ignoruje całość, ale jednocześnie idealnie ją podsumowuje”. Wszystkie utwory na EP-ce zostały współtworzone przez McRae, a 50 procent z nich zostało napisanych na kwarantannie.

## Single
„You Broke Me First”, który stał się przełomowym singlem McRae, został wydany jako główny singiel z EP 17 kwietnia 2020 r. Utwór został napisany w styczniu 2020 r. i był ostatnią osobistą sesją pisania McRae. „You Broke Me First” stał się hitem na całym świecie, osiągając szczyt w pierwszej dziesiątce list przebojów w 13 krajach, a także szczyt w pierwszej dwudziestce w 12 krajach. Został certyfikowany jako multiplatynowy w Australii, Brazylii, Kanadzie, Nowej Zelandii, Polsce, Szwecji i USA oraz platynowy w Belgii, Danii, Portugalii, Szwajcarii i Wielkiej Brytanii, sprzedał się w ponad pięciu milionach egzemplarzy na całym świecie i ma ponad 1,4 miliarda strumieni na różnych platformach.
„R U OK” został wydany jako drugi singiel z EP 13 grudnia 2020 roku. McRae opisała go jako sequel „You Broke Me First”. McRae określiła piosenkę jako „najbardziej bezczelną piosenkę, jaką kiedykolwiek napisała”, zauważając, że kontrast między jasną produkcją a emocjonalnymi tekstami sprawia, że jest to dziwna mieszanka beztroski i intensywnych emocji. „R U OK” został odtworzony strumieniowo ponad 65 milionów razy na Spotify i osiągnął 19. miejsce na liście przebojów New Zealand Hot Singles.
„Rubberband” został wydany 22 stycznia 2021 roku jako trzeci singiel z EP. McRae opisała utwór jako poruszający temat uzależnienia z perspektywy miłości, opisując, jak pstryknięcie gumką recepturką na nadgarstku może pomóc osobie poradzić sobie z nałogiem. „Rubberband” zgromadził ponad 50 milionów odtworzeń na Spotify i osiągnął szczyt na 91. miejscu kanadyjskich list przebojów i 16. na nowozelandzkiej liście przebojów Hot Singles Chart.
„Bad Ones” został wydany wraz z EP-ką jako ostatni singiel 26 marca 2021 r. McRae wspomina, że zakochał się w tym utworze ponownie po tym, jak został odtworzony przez Blake'a Harnage'a. Teledysk do Bad Ones został współreżyserowany przez McRae i zgromadził ponad 7,5 miliona wyświetleń na YouTube i ponad 25 milionów strumieni na Spotify. „Bad Ones” osiągnął szczyt na 19. miejscu na liście New Zealand Hot Singles Chart.

### Single promocyjne
„Slower” został wydany 5 marca 2021 roku jako pierwszy i jedyny singiel promocyjny z EP. Piosenka została pierwotnie wydana jako część serii YouTube „Create With Tate” McRae i została napisana, gdy miała 14 lat. McRae zauważa, że chociaż utwór początkowo opowiadał o facecie, który ją zwodził, i jej pragnieniu pójścia dalej, gdyby nie zobowiązał się do czegoś, teraz reprezentuje ideę, że musi żyć chwilą. „Slower” został od tego czasu odtworzony ponad 50 milionów razy na Spotify i osiągnął szczyt na 74. miejscu kanadyjskich list przebojów i 10. miejscu nowozelandzkiej listy przebojów Hot Singles.

## Krytyczne przyjęcie
| Oceny łączne      | Oceny łączne |
| Publikacja        | Ocena        |
| ----------------- | ------------ |
| Album of the Year | 65/100       |
| Recenzje          |              |
| Publikacja        | Ocena        |
| AllMusic          | [ 21 ]       |
| DIY               | [ 22 ]       |

Too Young To Be Sad otrzymał pozytywne recenzje od krytyków, chwalących wokal McRae, produkcję i tematykę tekstów. Wielu krytyków uznało tę EP-kę za ulepszenie w porównaniu do jej poprzedniczki. Eloise Bulmer z DIY zauważyła, że podczas gdy EP-ka porusza się na dobrze utartym gruncie bólów dorastania wynikających z dramatu związku, McRae brzmi poważnie i przekonująco. „You Broke Me First” i „Wish I Loved You in the 90s” zostały wyróżnione jako wyróżniające się utwory. Ogólnie rzecz biorąc, Bulmer podsumowuje EP jako solidną demonstrację tego, co McRae robi najlepiej, będąc w klasie młodych autorów piosenek, którzy z powodzeniem zamieniają stare banały w świeże perspektywy. Laura Freyaldenhoven z When the Horn Blows wypowiadała się o EP wysoko, opisując ją jako wszystko, czego oczekujesz od popowej płyty, z nieskazitelnymi refrenami, spektakularnymi sceneriami i ani jedną nie na miejscu nutą, dodając, że na EP-ce jeden dźwiękowy haj goni drugi, ponieważ skala emocjonalna jest podnoszona w całym albumie. Freyaldenhoven pochwalił produkcję i pisanie piosenek na EP, zauważając, że jest to „wspaniałe połączenie magnetycznych, powolnych rytmów i wznoszących się refrenów, przesiąknięte szczerym tekstem, który jest równie bliski, co rozdzierający serce”.

## Lista utworów
| Edycja standardowa | Edycja standardowa            | Edycja standardowa                                                        | Edycja standardowa                    | Edycja standardowa |
| Nr                 | Tytuł utworu                  | Autorzy                                                                   | Produkcja                             | Długość            |
| ------------------ | ----------------------------- | ------------------------------------------------------------------------- | ------------------------------------- | ------------------ |
| 1.                 | „Bad Ones”                    | Tate McRae · Billy Walsh · James Bairian · Louis Castle                   | Blake Harnage · The Gifted            | 3:03               |
| 2.                 | „Rubberband”                  | McRae · Andrew Goldstein · Jacob Kasher · Natalie Solomon · Victoria Zaro | Goldstein · Naliya                    | 2:27               |
| 3.                 | „Slower”                      | McRae · Nolan Lambroza · Russell Chell · Zack Zadek · Zoe Moss            | Russell Chell · Sir Nolan · Dave Cook | 3:08               |
| 4.                 | „R U OK”                      | McRae · Bryan Fryzel · Elizabeth Lowell Boland                            | Frequency · Lowell · Cook             | 3:06               |
| 5.                 | „You Broke Me First”          | McRae · Zaro · Harnage                                                    | Harnage                               | 2:49               |
| 6.                 | „Wish I Loved You in the 90s” | McRae · Greg Kurstin · Maureen McDonald                                   | Kurstin                               | 2:57               |
|                    |                               |                                                                           |                                       | 17:30              |